# Arthur Dupont (acteur)
Pour les articles homonymes, voir Arthur Dupont et Dupont.
Arthur Dupont est un acteur français né le 26 juillet 1985 à Saint-Mandé (Val-de-Marne).

## Biographie

### Jeunesse et révélation
Il commence le théâtre tôt, à l'école du théâtre du Damier au Mée-sur-Seine (77). En 1998, au sein de la Compagnie Les Sales Gosses, il joue à Bobino Quand les Sales Gosses font leur ciné,.
En tant qu'acteur, il participe, en jeune parricide, au tout premier épisode de la série franco-suisse à succès R.I.S Police scientifique diffusée sur TF1 (en France, TSR en Suisse, RTL-TVi en Belgique).
C'est également en frère entretenant une relation fusionnelle avec sa sœur qu'il joue dans le film de Pascal Arnold et Jean-Marc Barr Chacun sa nuit (2006).
Il joue également dans le téléfilm Bac +70 (2007) aux côtés de Pierre Mondy et Lizzie Brocheré (Lizzie avec qui il a aussi tourné Chacun sa nuit).

### Films
Dans le film Bus Palladium de Christopher Thompson, il chante la bande son dont il a coécrit plusieurs morceaux avec Yarol Poupaud. En 2012 et en 2013, cinq films sont à l'affiche et dans lesquels ses rôles le portent vers d'autres univers, notamment Mobile Home (2012) de François Pirot, Mauvaise fille (2012) de Patrick Mille, Les Saveurs du palais (2012) de Christian Vincent, Macadam Baby (2013) de Patrick Bossard et Au bout du conte (2013) d'Agnès Jaoui.
En 2014, on le voit, aux côtés de Leila Bekhti et de Nicolas Duvauchelle, dans un  film de Serge Frydman Maintenant ou jamais. Il obtient le prix du meilleur acteur au Mobile film festival pour J'irai mourir chez vous.
On peut aussi le voir en 2014 dans L'Assistant de Thomas Guibal et David Rinaldi et dans Cool Robinson de Nafsika Guerry-Kara (deux courts-métrages). Dans le long-métrage Brabançonne de Vincent Bal, il incarne un trompettiste, pilier de cette comédie musicale romantique.
En 2015, Gérard Pautonnier a réalisé un court métrage L'Etourdissement, dans lequel on retrouve Arthur Dupont  Le scénario a obtenu le Grand Prix du Public du meilleur scénario au festival Premiers Plans d'Angers 2015. Un scenario écrit à partir du livre (même titre) de JoëI Eglof. Il a été sélectionné par huit festivals et a raflé... huit prix dont un prix pour Arthur Dupont décerné par le public au festival Jean Carmet - Ciné Bocage 2015.
Arthur Dupont prête sa voix à Gus, un petit oiseau à l'heure de la grande migration. un dessin animé réalisé par Christian de Vita.
Il tourne durant l'été 2015 deux projets plus grand public : la comédie Ma famille t'adore déjà ! de Jérôme Commandeur et Alan Corno (mai-juillet) sortie en novembre 2016 et prête ses traits à Jérôme Kerviel pour le biopic L'Outsider, de Christophe Barratier (juillet-septembre), sorti le 22 juin 2016.
Et juste après, il a enchaîné avec deux tournages qui constituent le passage au grand écran de Gérard Pautonnier : L'étourdissement (qui a reçu une dizaine de prix) et Grand Froid avec Jean-Pierre Bacri et Olivier Gourmet, d'après les œuvres littéraires de Joël Eglof.
En 2018 est sorti Normandie nue  de Philippe Le Guay avec François Cluzet et François-Xavier Demaison.
En 2019 sort Victor et Célia  de Pierre Jolivet avec Alice Belaïdi et Bénabar, et, sur la plateforme Netflix, la série Osmosis, dans laquelle il incarne Martin.
En 2021, il rejoint la série Les Petits Meurtres d'Agatha Christie. Il incarne Max Beretta, un inspecteur ingérable mais efficace.
En 2022, Arthur Dupont intègre la distribution de deux séries diffusées sur Canal + : Neuf mecs, de Emma De Caunes, et Des gens bien ordinaires de Ovidie, centrée sur les coulisses de l'industrie du porno.

### Vie personnelle
Il est le deuxième enfant de Marylène Aragon-Dupont et de Jacques Dupont. Il a deux sœurs, Julie et Emilie.
Sa famille vit au Mas-d'Azil, en Ariège. 
Il a eu un fils, Elio, en mai 2021, avec sa compagne Brigitte, rencontrée sur un tournage.  

## Théâtre
- 2002 : Conversations avec mon père d'Herb Gardner, mise en scène Marcel Bluwal, théâtre de la Porte-Saint-Martin
- 2007 : Shopping and Fucking de Mark Ravenhill, mise en scène Bénédicte Budan et Franck Victor, Vingtième Théâtre
- 2024 : Oublie-moi de Mathew Seager, mise en scène Marie-Julie Baup et Thierry Lopez, théâtre La Bruyère

## Filmographie

### Cinéma
- 2004 : Arsène Lupin de Jean-Paul Salomé : le vendeur de journaux
- 2006 : Chacun sa nuit de Jean-Marc Barr et Pascal Arnold : Pierre
- 2007 : Les Amours d'Astrée et de Céladon d'Éric Rohmer : Semyre
- 2007 : Le Prince charmant (court-métrage) de Christophe Averlan : le prince
- 2008 : Nos 18 ans de Frédéric Berthe : Maxime
- 2009 : Vendetta (court-métrage) de Patrick Bossard : Olivier
- 2009 : Réfractaire de Nicolas Steil : Théo
- 2009 : RTT de Frédéric Berthe : Didier
- 2009 : Ex de Fausto Brizzi : Jacques
- 2010 : Bus Palladium de Christopher Thompson : Manu Pedraza
- 2010 : Dans ton sommeil de Caroline du Potet  Éric du Potet : Arthur
- 2012 : Les Saveurs du palais de Christian Vincent : Nicolas Bauvois
- 2012 : Mauvaise Fille de Patrick Mille : Pablo
- 2012 : Mobile Home de François Pirot : Simon
- 2013 : Au bout du conte d'Agnès Jaoui : Sandro
- 2013 : Macadam Baby de Patrick Bossard : Jérémy
- 2014 : J'irai mourir chez vous (court-métrage) coréalisé avec David Rinaldi
- 2014 : L'Assistant (court-métrage) de David Rinaldi et Thomas Guidal : Hugo Guibaldi
- 2014 : Cool Robinson (court-métrage) de Nafsika Guerry-Kara
- 2014 : La vie est belge - Brabançonne de Vincent Bal : Hugues
- 2014 : Maintenant ou jamais de Serge Frydman : Charles Lesage
- 2016 : Ma famille t'adore déjà ! de Jérôme Commandeur et Alan Corno : Julien
- 2016 : L'Outsider de Christophe Barratier : Jérôme Kerviel
- 2017 : Grand Froid de Gérard Pautonnier : Eddy
- 2018 : Normandie nue de Philippe Le Guay : Vincent Jousselin
- 2019 : Victor & Célia de Pierre Jolivet : Victor
- 2023 : 5 Hectares d'Émilie Deleuze : Hervé Blanchard
- 2025 : Fanon de Jean-Claude Barny : Jacques Azoulay

### Télévision
- 2002 : Un homme en colère (saison 3, épisode 3) : Romain
- 2003 : Julie Lescaut, épisode 1 saison 12, La tentation de Julie de Klaus Biedermann : gamin no 1
- 2003 : Sami, le pion (saison 2, épisode 1) : Jérôme Martel
- 2004 : Père et Maire (saison 4, épisode 2) : Fabien Clouzot
- 2004 : L'un contre l'autre (téléfilm) : Mickaël
- 2004 : Une fille d'enfer : Quentin (saison 1, épisode 11) / Semlin (saison 1, épisode 19)
- 2004 : PJ (saison 8, épisode 7 : Violences) : Didier Lejeunet
- 2005 : Le Triporteur de Belleville (téléfilm)
- 2005 : Le Juge (mini-série TV) : le frère Steiner
- 2005 : Brasier (téléfilm) : Axel
- 2006 : RIS police scientifique : saison 1, épisode  1 « Une vie brisée » : Yannick Castro
- 2006 : Le Tuteur : Cédric
- 2006 : Joséphine, ange gardien (saison 10, épisode 5 : Remue ménage) : Maxime
- 2007 : Rock'n Roll Circus, de Alain Robillard (téléfilm) : Jérémie
- 2007 : Bac +70 (téléfilm) : Julien
- 2007 : Sœur Thérèse.com (saison 1, épisode 11) : Dimitri Blondel
- 2007 : Alice Nevers : Le juge est une femme (saison 6, épisode 2) : Sébastien Beland
- 2008 : Louis la Brocante (saison 8, épisode 5) : Sylvain
- 2009 : Le Bourgeois gentilhomme (téléfilm) de Christian de Chalonge : Cléonte
- 2019 : Osmosis (série Netflix) : Martin
- 2021-2024 : Les Petits Meurtres d'Agatha Christie : Max Beretta
- 2022 : Neuf mecs : Victor
- 2022 : Des gens bien ordinaires : Roméo
- 2023 : Les Secrets du paquebot de Christophe Lamotte : commandant Grégory Descamps
- 2024 : La Vie rêvée des autres de Didier Le Pêcheur : Franck Petit
- 2024 : Une amitié dangereuse d'Alain Tasma : Duc de Luynes

### Doublage
Film
- 2019 : Rocketman : Elton John (Taron Egerton)

Films d'animation
- 2015 : Gus, petit oiseau grand voyage : Gus
- 2019 : La Fameuse Invasion des ours en Sicile : Tonio (création de voix)
- 2022 : Les Secrets de mon père : Michel adulte (création de voix)

## Distinctions
- Festival Jean Carmet de Moulins 2015 : Meilleur jeune espoir masculin (Prix du Public) pour son rôle dans le court métrage L'étourdissement de Gérard Pautonnier
- Mobile Film Festival 2014 : Prix du meilleur acteur pour J'irai mourir chez vous de David Rinaldi et Arthur Dupont
- Festival Varilux du cinéma français au Brésil 2013 pour les films Les Saveurs du palais et Au bout du conte
- Les 10 ans du « Festival du film d'Agde - Les Héraults du cinéma » en 2013 pour le film Macadam Baby
- Rencontres cinématographiques de Cannes 2012 (RCC)
- Festival d'Angoulême 2012 pour les films Mobile Home Mauvaise fille, Les Saveurs du palais
- Festival de Locarno 2012 en compétition internationale pour le film Mobile Home. Nommé, Léopard d'Or, Prix spécial du jury international, Prix de la mise en scène
- César 2011 : nomination au César du meilleur espoir masculin pour Bus Palladium
- 29e Festival du premier film francophone de La Ciotat 2010 : Prix du Meilleur Acteur pour Bus Palladium
- Raimu 2008 : nomination au Raimu de l'Espoir édition no 3 pour Nos 18 ans